# フツナ語
フツナ語とはフランス領ウォリス・フツナで話されている言語である。公用語はフランス語だが、ウォリス・フツナではウォリス語も用いられる。